# Новосибирский колледж олимпийского резерва
Новосибирское училище (колледж) олимпийского резерва — профессиональное образовательное учреждение, основанное в 1993 году. Расположено в Кировском районе  Новосибирска.

## Общие сведения
Учебное заведение было основано 30 июня 1993 года. Первый набор был организован по следующим видам спорта: лыжные гонки, биатлон, фехтование, дзюдо, бокс, вольная борьба, греко-римская борьба, хоккей с мячом, волейбол, баскетбол, спортивная гимнастика и плавание.
Студенты училища побеждали во Всероссийких и международных турнирах и становились победителями на первенствах и чемпионатах России, Европы и мира, а также Олимпийских играх.

## Известные ученики
- Евгений Анатольевич Подгорный — заслуженный мастер спорта, золотой призёр Олимпийских игр в Атланте (1996), бронзовый медалист Олимпийских игр в Сиднее (2000)[2][3];
- О. Распопова — легкоатлетка, принимала участие в Олимпийских играх в Сиднее (2000)[2];
- А. Козловский — стажёр команды по боксу Олимпийских игр в Сиднее (2000)[2];
- Марина Николаевна Караущенко — легкоатлетка, мастер спорта России[4].
- Шахбози Сирожиддин Нозимзода — самбист, мастер спорта России международного класса, обладатель Кубка России и Кубка мира (2023)

## Расположение
Учебное заведение располагается в Кировском районе на улице Немировича-Данченко, 140.